# Критські мусульмани
Критські мусульмани — (також критські турки, тур. Giritli; Girit Türkleri) — загальна назва численної і дуже своєрідною мусульманської громади острова Крит, що мала довгу і складну історію в період між 1648–1923 роками. Історія мусульман Криту тісно переплелася з історією самого острова. Критяни переходили в іслам досить пізно (у XVII–XIX століттях) в основному з економічних міркувань, багато з них при цьому були криптохристиянами, а тому, швидко «повернулися» до православної віри в XX столітті. При цьому, на відміну від інших регіонів Османської імперії, більшість місцевих мусульман не піддалися тюркізації і зберегли грецьку мову як рідну.

## Частка мусульман на Криті

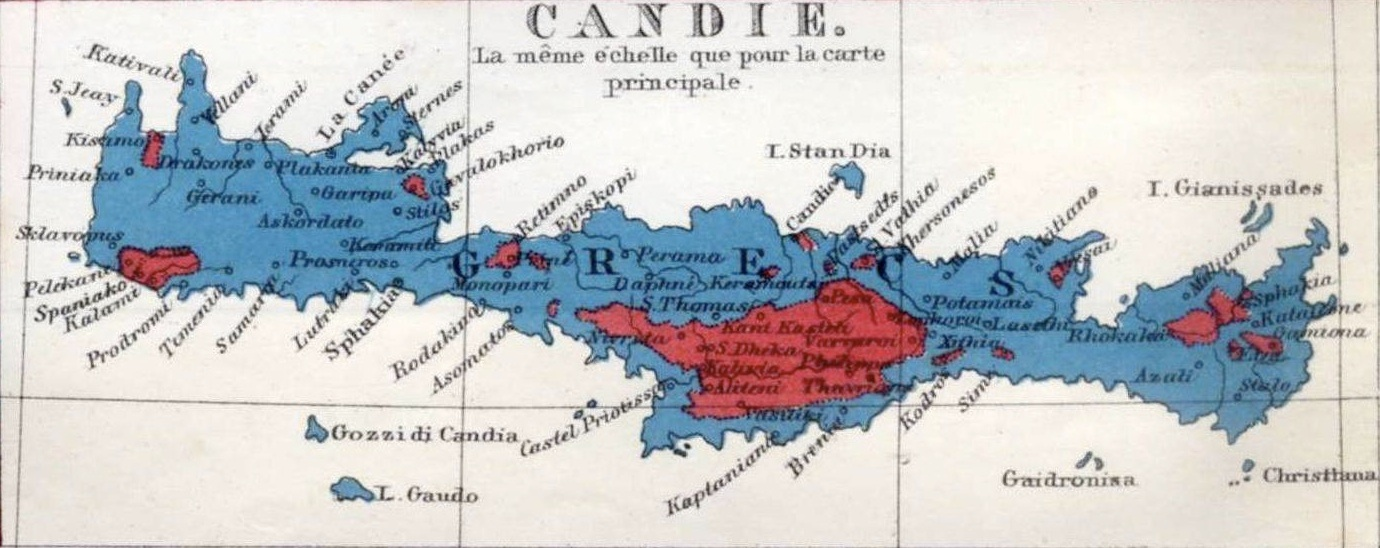
етнічна карта Криту 1861р

У міру бурхливого зростання мусульманської громади в XVII–XVIII століттях (турецькі джерела повідомляють, що 2/3 населення острова становили мусульмани), християни починають відчувати поступово наростаючий тиск з боку турецької держави. Збільшується конфліктний потенціал острова. Так, в одному з сіл мусульмани-неофіти (які недавно перейшли в іслам) скаржаться на дратівливу для них службу в православній церкві, оточеній дворами 25 сімей, які перейшли в іслам. Влада приймає рішення закрити церкву . Ситуація загострюється ще більше, коли до турецької влади в Стамбулі доходять чутки про те, що далеко не всі мусульмани на острові настільки стурбовані дотриманням своєї релігії. Так, більшість «мусульман» острова продовжує вести подвійне життя, чоловіки відмовляються проводити обрізання і п'ють вино, жінки продовжують зберігати звичай накопичення приданого . У мечетях ж місцеві мусульмани моляться Христу і Діві Марії; турецька мова як і раніше слабо представлена в житті острова. У міру зростання грецького націоналізму на материку, Крит охоплюють ідеї енозіса, тобто возз'єднання з Грецією. Після подій 1828–1830 року починається масова еміграція мусульман з острова (в Анатолію і Стамбул), хоча він як і раніше є частиною Османської імперії (фактичної до 1908, формально до 1912). Після 1830 острів занурюється в хаос: православні греки починають партизанську війну, в ході якої більшість мусульман, побоюючись за своє життя, змушені сховатися за кріпосними стінами чотирьох міст північного узбережжя. Більшість переїхало до Туреччини, де їх нащадки стали частиною турецького етносу, невелика група осіла в сирійському місті Аль-Хамід, де багато хто дотепер зберігають грецьку мову.
| Рік  | Мусульмани |
| ---- | ---------- |
| 1821 | 47%        |
| 1832 | 43%        |
| 1858 | 22%        |
| 1881 | 26%        |
| 1900 | 11%        |
| 1910 | 8%         |
| 1920 | 7%         |
| 1928 | 0%         |